# Кисть (инструмент)

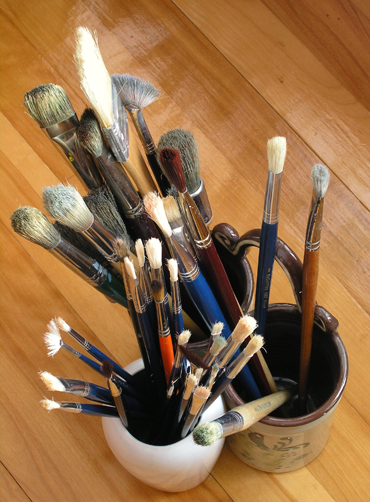

 Кисть — инструмент для покраски и живописи. Кисти делаются из щетины и хвостовых волосков различных животных или синтетики.

## Кисти для малярного дела
Кисти являются самыми распространенными инструментами для малярных работ. Их можно использовать почти с любыми лакокрасочными материалами. Но тем не менее кисти следует выбирать в зависимости от того, какие работы и каким материалом предполагается выполнять.
- Кисти из натуральной щетины — не боятся растворителей, они почти универсальны. Они бывают из темной (черной) и светлой щетины.
- Кисти из искусственной щетины — рекомендуется применять с ЛКМ на водной основе, но не рекомендуется с ЛКМ с содержанием агрессивных веществ.
- Плоская кисть — предназначена для обработки свежеокрашенной поверхности, для получения гладкого и глянцевого покрытия. Кроме того, удобна как самостоятельный инструмент, окрашивающий любые виды покрытий.
- Круглая кисть — предназначена для малярных работ на углах и стыках; покраски окон, дверей, плинтусов.
- Радиаторная кисть — предназначена для малярных работ в труднодоступных местах, окраски радиаторов и мест соединения труб.
- Ракля — предназначена для нанесения различных красок, грунтовок, клеев, и размывки побелочных материалов. Часто бывает с пластмассовой рукояткой с зажимом для крепления на ведро.
- Маховая кисть — предназначена для окраски стен, потолков и других больших поверхностей. Диаметр маховой малярной кисти — 60-65 мм, а длина волоса составляет от 100 до 180 мм.
- Макловица — предназначена для работы на больших поверхностях (потолках, стенах, полах), нанесения грунтовок, известковых и дисперсионных красок, пропитывающих средств. Макловицы по сравнению с маховыми кистями характеризуются большей скоростью (производительность выше в 2.5 раза) и качеством проведения малярных работ.

Для малярного дела служат кисти из щетины 2-го сорта, более мягкой и подвергаемой некоторой отделке; для живописи масляными красками идет щетина ещё более отделанная, для сравнительно жестких щетинных кистей, и мягкие хвостовые волоски (см. ниже) — для кистей мягких; для акварельной живописи — особенно мягкие и нежные волоски. Отделка щетины состоит в белении, так называемом печении и шлифовании. 

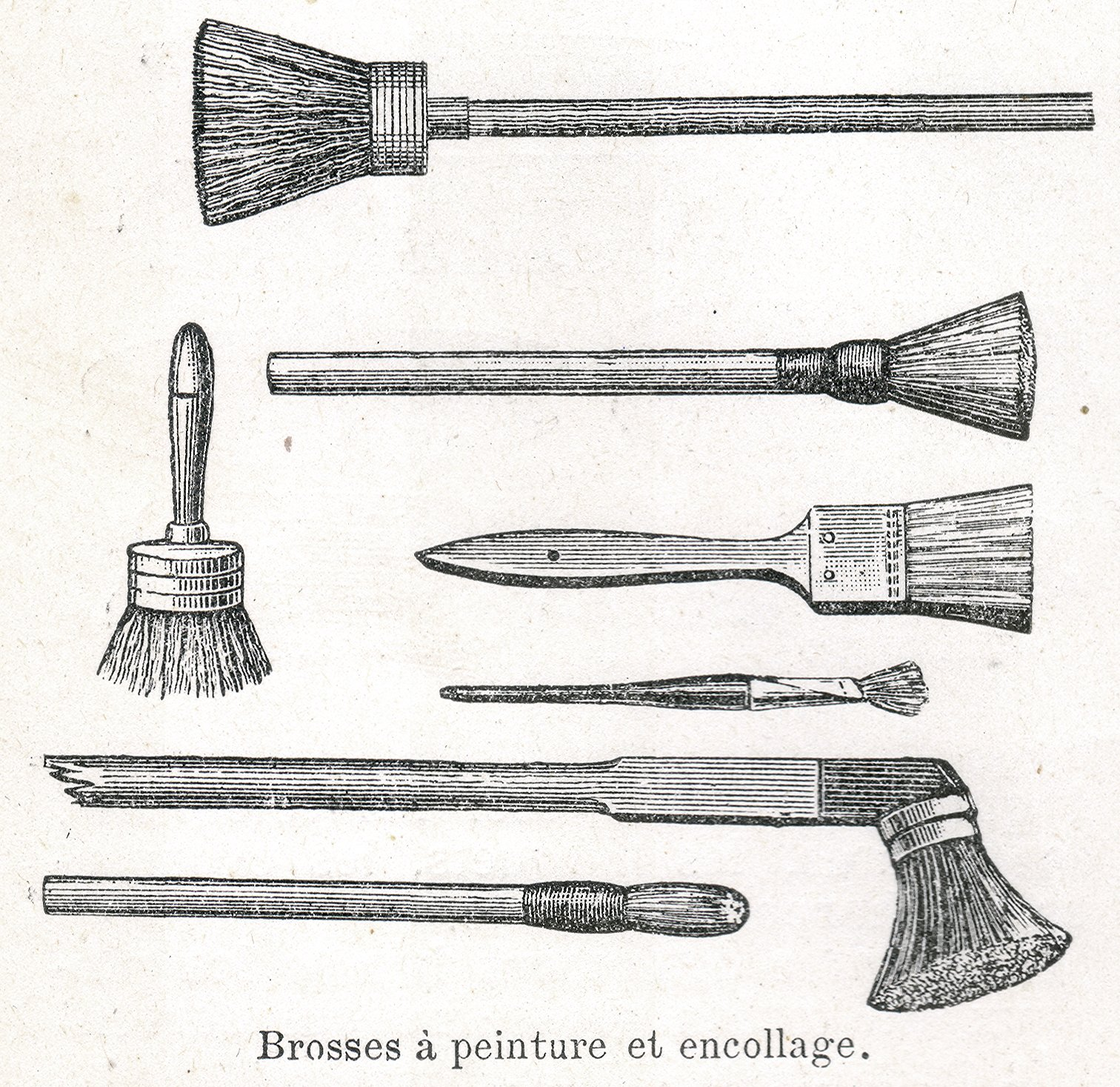

Для отбелки моют светлую щетину в теплом растворе мягкого мыла, потом в холодной воде и оставляют на 2—3 дня в насыщенном водном растворе сернистой кислоты. Желтоватая щетина отбеливается и на солнце (влажная, под стеклом), но русская щетина не поддается такой обработке. Для придания упругости щетине и другим волосам для кистей — их связывают в пучки, около 2½ см толщины, и кладут в нагретую до 60 °C золу, насыпанную в невысоком железном ящике. Их вынимают минут через 15 лежания, причем и внутренние части пучков должны прогреться до того, чтобы ладонь руки едва могла выдержать прикосновение к ним. Шлифуют щетину только для лучших кистей. Пучки, приготовленные уже для кистей, утрясают каждый отдельно, чтобы концы были ровны, обмакивают в жидко разведённую глину и оставляют затем сохнуть 1—2 дня. Шлифуют концы на большом, плоском куске пемзы или острозернистого песчаника; во время этой работы глина сама собой высыпается. Затем пучок (выровненный), слегка связанный ниткой, вклеивается концом, противоположным выровненному, в оправу при помощи расплавленного чёрного вара. Деревянные палки (ручки) заостренным и подрезанным в виде копья концом втыкаются в пучок, который после того крепко обматывается и обвязывается нитками, иногда покрываемыми столярным клеем. К. вправляются иногда в жестяные кольца, иногда в дерево (французские). Трафаретные кисти вделываются в длинную жестяную оправу, снабжаемую деревянной палочкой.
Для контроля качества нанесения краски малярной кистью и для подготовки поверхности под покраску используют малярную лампу — светодиодный прожектор, который узким пучком пологого света под острым углом (≈6–45°) падает на рабочую поверхность и подсвечивает её изъяны, незаметные при дневном или стандартном потолочном освещении. Чем меньше угол, тем лучше видно неровности. Боковой свет от малярной лампы показывает все шероховатости, но не ослепляет маляра. Его закрепляют на поверхности и прямо во время покраски контролируют слой лакокрасочного покрытия.

## Кисти для живописи
Кисти для живописи выпускаются из разнообразных материалов и бывают круглой и плоской формы, а также флейцевыми — плоскими широкими на короткой ручке. Кисти вырабатываются из беличьего и колонкового волоса, ушного волоса домашних животных, свиной щетины. Волосяной пучок кисти крепится на ручке с помощью металлической обоймы. Размер кисти обозначается номером. Номера круглых кистей соответствуют их диаметру в миллиметрах, номера плоских кистей и флейцев — ширине также в миллиметрах. В живописи маслом для сглаживания поверхностей значительного размера используется веерная кисть.
Для работы масляными красками подходят щетинные, круглые и плоские кисти, их используют также при живописи гуашью, темперой и при оформительских работах. На их изготовление идёт мягкая обработанная щетина высшего качества. Щетина при одной и той же ширине кисти обрезается так, чтобы ворс был длинным или коротким. Круглые кисти имеют конический конец: это достигается тем, что натуральные концы щетинок тоньше, чем их основания. Эти концы не должны срезаться, так как срезанные щетинки оставляют при употреблении кисти след и портят мазок. Щетинной кистью при живописи маслом можно работать «в протир», «по сухому», писать корпусным письмом — непрозрачным, с выявлением фактуры.
Кисти из беличьего волоса вырабатываются в основном круглой формы. Они предназначены в основном для работы акварелью, могут также использоваться в работе гуашью и темперой, жидко разведёнными, так как густая краска способствует их быстрому истиранию. Кисти из колонка подходят для всех видов живописи (в том числе жидкой масляной краской), так как волос тонкий и упругий. Универсальны и кисти из ушного волоса, однако, чтобы писать ими маслом, надо сильно разводить краску.
В настоящее время становятся популярными кисти из искусственного волоса, такие кисти держат меньше воды и набирают меньше пигмента, бывают мягкими или жёсткими. Мягкие синтетические кисти гораздо долговечнее колонковых и, к тому же, стоят значительно дешевле. Круглые синтетические кисти небольших диаметров удобны при выявлении объема в масляной живописи, они не оставляют следов. По сравнению с кистями из натурального волоса, синтетические кисти более упругие в работе, возможен более тонкий и при этом достаточно жёсткий кончик. Такие кисти не требуют особого ухода и служат дольше (по сравнению с большинством кистей из прихотливого волоса: белка, колонок, хорёк и т. д.) не теряя своих возможностей (волос не вылезает из кисти во время работы).
Кисти для пастозной живописи маслом, акрилом, гуашью, темперой и т. д. могут быть различных размеров (от самых маленьких 1-2 мм в ширину, до самых больших 18-20 мм и дальше). В пастозной живописи работают мазком, при этом преимущественно выбирают плоские кисти, иногда, когда нужна тонкая проработка деталей или декорирующий мазок берут круглую кисть.
На изготовление флейцев идет главным образом свиная щетина, иногда ушной волос и белка. Кистью-флейцем проклеивают и грунтуют холст под живопись, покрывают готовое произведение лаком. Флейцы широко применяются в монументальной живописи и оформительских работах.
То же самое надо заметить про плоские кисти, в которых ширина верха равна основанию и кисть имеет вид лопаточки. Некоторые фабриканты приготовляют плоские щетинные кисти такой формы, что с одного края щетинки ниже, чем с другого, или же они располагаются зубчато. Это делается с целью облегчить в некоторых случаях технику живописи; однако форма этих кистей, после непродолжительного их употребления, изменяется, и кисть перестает удовлетворять своему назначению. Круглых и плоских кистей фабрикуется до 20 номеров тех и других; очень узкие приготовляются не из свиной щетины, а из козьего волоса. Очень широкие плоские кисти (до 5 дюймов ширины) употребляются для покрытия картин лаком.
Кроме щетинных кистей, а именно плоских, которые наиболее употребительны в масляной живописи, служат для той же цели, если требуется более гладкая и слитная или очень мелкая работа, ещё мягкие кисти из куньего и колонкового волоса, красноватого или коричневого цвета; круглые делаются 18 различных величин, плоские — 12—18 величин, то есть до 18 мм ширины. Делаются также мягкие кисти из волосков белки, египетского мангуста (Meloncillo) и козьего волоса. Названные кисти служат для накладки красок, для стушевывания же употребляются так называемые флейцы, кисти конической формы (расходятся волоски конусом) или плоские; флейцы делаются барсуковые и хорьковые, последние не такой большой величины, как первые, которые вверху достигают ширины 10 см.

## Кисти для акварельной живописи
Кисти для акварельной живописи требуют наилучшего материала, и приготовление их должно быть наиболее тщательным. Главная задача для акварельной кисти это держать воду и набирать много пигмента. На эти кисти идут волосы с хвостов беличьих и собольих; последние — очень высокой цены (большая кисть стоит 15 франков, а в Лондоне — 1 фунт стерлингов); реже употребляется куница рыжая и коричневая. Для живописи на фарфоре служат кисточки хорьковые, тонкие заостренные беличьи, длинные и тонкие — беличьи. Кисточки приготовляются следующим образом. Волос, употребляемый для кистей, должен быть лишен жира, так как иначе кисть, из него сделанная, не смогла бы хорошо смачиваться водой. Для этого выбирают лучшие хвостики названных животных и моют их в квасцовой воде или даже иногда в слабом растворе едкого кали или натра, после чего погружают их в тепловатую чистую воду на сутки; если вода слишком горяча, то волос портится и поправить его хлопотливо. Вынутый из воды волос кладут на чистое полотно и расчёсывают очень частым и нежным гребешком, перекладывают на другой холст, где волос должен высохнуть, после чего его подрезывают у самой шкурки и снимают пучками. Эти пучки помещаются в маленькие жестяные цилиндрики с плоским дном, основаниями волосков книзу; постукивая слегка стаканчиком о стол, способствуют всем волоскам основаниями стать на дно. После этого выбирают сначала самые длинные, равные между собой волоски и составляют из них особый пучочек, потом из оставшихся выбирают самые длинные, которые короче первых, и, таким образом, составляются несколько пучков различной длины. Когда в пучке набралось материалу достаточно для одной кисти, его опять помещают в жестяной цилиндрик, но уже тонкими концами вниз, и опять постукиванием приводят волоски в порядок и обвязывают верхнюю часть пучка ниткой; если всё сделано правильно, то получается кисть, которую надо с корня обрезать вровень и вставить в распаренное лежанием в горячей воде перо (гусиное, лебединое, орлиное). В хорошо сделанной кисточке верхние концы сходятся (см. выше), представляя острую вершину, когда кисть смочена водой; в плохой кисти образуется несколько вершин или вся кисть не держится прямо, а искривляется. Эта фабрикация трудная: вполне хорошие кисти удаются редко. Вместо очень тонких кистей некоторые художники употребляют, — как для акварели, так и для масляных красок, — маленькие острые пёрышки из бекасового хвоста. Материал для флейц и мягких кистей берётся от следующих животных: обыкновенный барсук, американский барсук, хорек, белка, лесная куница, колонок, американский соболь, выдра, ихневмон или фараонова мышь, мелончилло или мелон (herpestes widdringtonii). В русских каталогах показан ещё тюлень, чего нет в иностранных; может быть, это неверное название выдры, хотя, впрочем, и молодые тюлени имеют мягкий волос. Дымковская игрушка расписывается мягкими колонковыми кистями.

## Кисти дляпастозной живописи
В пастозной, многослойной живописи кисти художников часто разделены по функциям: для грунтовки холста (чаще грунтом или первым слоем фона, заливки) — удобны большие кисти из щетины, они покрывают холст равномерно, тонко, не забиваются большим количеством краски и не оставляют её лишней на одном участке; кисти для основной доли работы — обычно, большие (22-20 мм) или средние (18-15 мм) кисти из щетины (мягкая щетина хороша в большие мазках и для начала работы — прокрыть основные моменты и тени), натурального волоса (набирают много пигмента, долго держат краску и не оставляют полос как щетина, хороши для многослойной живописи) или синтетики (делают очень шлифованный мазок или ровное покрытие без мазка, так же кисти со срезам или плоские, с круглым концом отлично подойдут для живописи в одно касание); кисти для декоративных работ или работ с маленькими участками — круглые кисти из натурального волокна, с тонким длинным кончиком. так же кисти для декоративных работ — кисти со срезом, в форме веера, в виде зубчиков и т. д. (применяются редко, для отдельных случаев).

### Водяная кисть
В последнее время появляются новые виды кистей и их форм. Например, кисть waterbrush (водяная кисть, «кисть с резервуаром для воды», Aqua Brush). Кисть из синтетического волоса на ручке с емкостью, в которую набирается вода. Такую кисть удобно использовать для рисования в транспорте, так как не надо брать отдельную ёмкость для воды. Waterbrush можно сразу заполнять растворимыми в воде чернилами, тушью, краской или использовать её чистой, смешивая цвета на палитре.

## История
Кисти использовались, вероятно, очень давно; на одной помпейской картине изображён человек, который чистит щеткой сукно, а производство кистей произошло из щетинного, щёточного. Однако энкаустика древних, по-видимому, не нуждалась в кистях. В сочинении Ченнини (1437) описывается выделка кистей из хвостиков, их выварка, связывание и вставка в перья орлиные, гусиные, куриные или голубиные. Щетинные кисти также были известны в XV столетии. Больцен (1522) описывает делание кистей (Bensel) из беличьих хвостов. Герард Доу (1613—1675) сам приготовлял себе не только краски, но и кисти. Во времена Ван Эйка все художники делали себе кисти и краски.

## Уход за кистями
Кисти для масляной живописи служат недолго, и потому художникам приходится часто пополнять свой набор кистей. Если кисти в работе ежедневно, то по окончании дня можно их слегка обмывать в каком-нибудь не сохнущем масле (например, сезамном или сурепном) и потом, обмакнув их в чистое масло, положить до следующего дня. На другой день, выжав тряпкой масло, обмакнуть в высыхающее масло (например, маковое) и ещё раз выжать, а затем уже брать ею краски с палитры. Подобным же образом, если требуется очистить кисть во время работы, надо её слегка вымыть в маковом масле и обтереть. Если работа прекращается на несколько дней и далее, то кисть надо сперва вымыть в каком-либо масле, потом в керосине, затем в мыльной теплой воде и в чистой воде. Флейцы не надо мыть в масле, а только в мыльной воде и затем в чистой. В недавнее время стали делать для механической чистки кистей приборы, состоящие из двух круглых щетинных щёток, которые могут вращаться на осях. Щётки касаются окружностями; кисть помещают между ними и, вращая щетки, очищают её от краски. Аппарат находится в ящике, куда наливается вода: сначала мыльная, потом чистая. Акварельные кисти надо мыть в нескольких водах; в особенности, после некоторых красок, которые упорно держатся в корнях волосков; затем кисти надо дать правильную форму и положить её высохнуть. Хорошо сохраняемая кисть служит очень долго.
Щетинные кисти хороши для тонирования основы — грунтов и нанесение самого грунта. Хорошо использовать для закладки «подмалёвка» в технике алла прима. Имеют хорошую износостойкость и незаменимы в работе над большими поверхностями холста (при покупке — выборе щетинных кистей надо внимательно проверите щетину — много ли в ней волосков с расщепленным кончиком).
Колонковые кисти — отличаются своей тонкостью, упругостью, хорошей эластичностью и мягкостью. Имеют прекрасный кончик. Очень хороши в работе над деталями.
Белочка более мягка и менее упруга, чем колонок. Немного тоньше и пушистей. Хорошо вбирает и отдает краску.
Кисти из синтетического волокна легче очищаются от краски и имеют хорошую износостойкость в работе с любыми поверхностями. Хорошо подходят для работы акриловыми и масляными красками. В последнее время качество синтетических кистей сильно возросло и ими уже можно выполнять множество задач.
Алла прима — техника масляной живописи быстрыми смелыми мазками, позволяющая выполнить картину (или её фрагмент) за один сеанс, до высыхания красок.